# Alopecurus glacialis
Alopecurus glacialis är en gräsart som beskrevs av Karl Heinrich Koch. Alopecurus glacialis ingår i släktet kavlen, och familjen gräs. Inga underarter finns listade i Catalogue of Life.